# Televisión móvil
La televisión móvil es un formato de televisión que se accede desde un dispositivo móvil. Consiste en un servicio de difusión de televisión que se presta utilizando como soporte ondas radioeléctricas, terrestres o por satélite, y la señal es recibida en dispositivos o equipos móviles o portátiles (teléfono móvil, ordenador portátil, PDA, etc.). Es un servicio que permite a los propietarios de teléfonos móviles ver la televisión en sus dispositivos mediante un proveedor de servicios. Los datos pueden ser a través de una red celular existente o de una red privada y gratis en televisión digital ISDB-T 1seg y en señal analógica abierta donde aún no hay apagón analógico.

## Historia
En los años 1980 Sony sorprendió a la sociedad con el lanzamiento del Watchman color TV. Se trataba de un TV portátil analógico y no digital. Las imágenes de TV analógicas pueden sufrir fuertes interferencias en función de donde se esté recibiendo la señal y de la instalación, mientras que las señales digitales o se ven perfectamente o no se ven. 
La calidad de las TV portátiles tiende a ser pobre ya que no pueden combatir la efecto Doppler. 
El estándar para la TV Digital fue aprobado en 1990 y el 23 de septiembre de 1998 empezaron las primeras emisiones. 
La historia de la TV móvil comienza efectivamente entre 1996 y 1997 cuando una televisión alemana hizo pruebas de un servicio de DVB-T sobre un Bugatti a unas velocidades superiores a 300 km / h. 
En 1998 el Grupo Experto de Radiodifusión Digital Japonés aprobó el ISDB-T, un estándar digital terrestre más robusto ante errores. Pruebas piloto están todavía en funcionamiento, por ejemplo en 2006 comenzó el servicio ISDB-T 1 segmento. 
En 1999 se introdujo TV Digital en medios de transporte, así como Mercedes introdujo receptor de DVB-T como una opción en la venta de sus vehículos. Pero el consumo del DVB-T era demasiado elevado como para implantarlo en aparatos móviles. 
En 2004 la ETSI (European Telecommunication Standard Institute) aprobó el DVB-H para la emisión de televisión para aparatos móviles como teléfonos o PDA's. 
En Corea del Sur la televisión móvil es ofrecida por Standard DMB (Digital Media Broadcasting). Uno es el SDMB que funciona de Satélite móvil y el otro el TDMB que funciona con una estación base entre ellos. 
Así pues, en 2006, con el lanzamiento al mercado del primer móvil UMTS disponible para DVB-H comenzaron los servicios para televisión móvil. 

## Tipo de TV móvil
Existen diferentes tipos de televisión móvil. Estos tipos de TV móvil se diferencian en el tipo de señal que reciben o si se retransmite la señal TV en directo o en streaming. 
- La señal recibida por el aire libre a través de estaciones de televisión terrestre que operan en modo normal o en un formato especial de transmisión de TV móvil. Son recepciones gratuitas en que el usuario sólo necesita un dispositivo capaz de captar las ondas y reproducirlas, el mismo proceso que llevan a cabo los televisores convencionales mediante recepción por cable.
- La señal recibida por un servicio de televisión de pago emitido a los suscriptores a través de redes de telecomunicaciones móviles, como los operadores de telefonía móvil. Este tipo de transmisión es un servicio unido a una emisión 3G de manera que los dispositivos deben tener esta característica. Este servicio ofrece calidad de imagen media-baja y limitación a un número de usuarios.
- Otro tipo de recepción es en forma de IPTV streaming de vídeo desde una red inalámbrica. Esto permite descarga de contenidos audiovisuales e incluso programas grabados de televisión como podcast, que son descargados y almacenados en el dispositivo móvil para su posterior visualización. Una de las más conocidas SPB Televisión, desarrollada por la empresa SPB Software, es herramienta pensada para ver televisión en el móvil desde las páginas web de canales. Dispone de más de 100 cadenas de todo el mundo afiliadas para su visualización en directo.

## Problemas o retos de la TV móvil
- Energía. El consumo de energía que requiere el servicio de recepción y reproducción de TV es alto para estos dispositivos de tamaño reducido, alimentados por baterías. Es un reto importante incurrir en la mejora de eficiencia energética mediante contenido móvil y funciones mejoradas.
- Memoria. Para apoyar las necesidades de alta amortiguación TV móvil. Las capacidades de memoria que existen actualmente no son adecuadas para largas horas de reproducción de TV móvil. Además el potencial de aplicaciones futuras para compartir vídeo en los teléfonos móviles y de radiodifusión de los consumidores se sumaría a los requisitos de memoria cada vez mayores.
- Diseño de la interfaz de usuario. Un gran número de teléfonos móviles no son compatibles con la televisión móvil. Los usuarios tienen que comprar nuevos terminales con pantallas LCD e interfaz de usuario mejorada que soporte TV móvil. Este nuevo diseño tiene que apelar a los usuarios finales y mejorar la claridad de las imágenes sin que el terminal sea mucho más voluminoso.
- Poder de procesamiento. Los fabricantes de dispositivos deben mejorar significativamente el poder de procesamiento para apoyar una solicitud de MIPS (millones de instrucciones por segundo) intensiva como la TV móvil.

## Estándares
Diferentes estándares han sido adoptados en función del país, así pues, tenemos de diferentes para Asia, Europa y América. Los hay que son abiertos, con más posibilidades de expansión en el mercado ya que permiten una mejor interoperabilidad entre los diferentes dispositivos, y otros que no. 
Las diferentes tecnologías que encontramos actualmente son: 
- Corea del Sur T-DMB S-DMB

Corea del Sur se convirtió en 2005 en el primer país del mundo en tener TV móvil cuando empezó con los servicios basados en el estándar DMB de S-DMB en mayo y T-DMB en diciembre de ese mismo año. 
DMB (Digital Multimedia Broadcasting): sistema para la distribución de televisión móvil basado en el estándar Eureka 147 Digital Audio Broadcasting (DAB) pero le añade códigos de corrección de errores (códigos FEC) 
El T-DMB utiliza la banda L y la parte III de VHF, fue desarrollado en Corea del Sur por el Electronics and Telecommunications Research Institute (ETRI), organismos de investigación científica estatal. Este formato es de recepción libre los ingresos son percibidos por la publicidad. 
El S-DMB utiliza la Banda S (Satélite) y corresponde a un desarrollo de Toshiba de Japón por medio de su filial Mobile Broadcasting Corporation (MBCO) y LK Telecom de Corea del Sur. En marzo de 2004 se lanza el Satélite • lit MBSat1 que provee los servicios del sistema S-DMB. Mediante los sistemas de difusión vía • lit se pueden ofrecer coberturas más extensas que la T-DMB. 
- Japón ISDB-T

ISDB-T (Integrated Service Digital Broadcasting-Terrestrial): estándar desarrollado en Japón para la transmisión de televisión digital. Integra diversos tipos de contenidos tales como HDTV, SDTV, sonido, gráficos, texto, etc. Una característica de este sistema es que utiliza MPEG 2, que según el tipo de contenido puede ser transmitido a diferentes velocidades y que puede integrar una recepción parcial a los aparatos ligeros, de modo que no decodifican todos los datos que llegan al terminal, sino las que interesan al usuario. 
- MediaFLO

MediaFLO (Forward Link Only) es una tecnología privada desarrollada por la empresa Qualcomm que se utiliza en Estados Unidos. Esta tecnología permite la radiodifusión de canales en tiempo real, en tiempo no real, audio o transmisiones de datos IP. Los contenidos que provienen de canales reales son transmitidos mediante satélites • lit en MPEG-2 y en el centro de operaciones locales es transformado al formato QVGA H.264 que es lo utiliza ' t en las redes FLO. 
Los contenidos de canales no reales son recibidos normalmente mediante IP y se transforman al formato utilizado en las redes FLO para luego ser transmitidos sobre una Red de Frecuencia Única (SFN). 
Se requiere como mínimo una red 3G como UMTS o HSDPA y el servicio que ofrece es un servicio de pago por suscripción, de alta calidad y de TV en tiempo real, con un retraso de menos de 5 segundos. 
En los últimos tiempos en expansión por países como Japón donde se ha reconocido por el ministerio del interior y de comunicación de Japón como una de las dos tecnologías oficiales para la transmisión multimedia en el país 
- ESPAÑA DVB-H

El estándar seleccionado para ofrecer TV móvil en España, al igual que en la mayor parte de los países europeos, en la banda de los 470 MHz a 862 MHz, es el DVB - H (Digital Video Broadcasting - Handheld), que es una adaptación del DVB-T (Digital Video Broadcasting) el estándar que adoptaron las cadenas de televisión y los fabricantes para poder hacer llegar los programas a todas las casas. La adaptación de este estándar añade también requisitos propios de dispositivos móviles alimentados con baterías, como la compresión del vídeo y el bajo consumo, y con posibilidades de intercambio de datos mediante el protocolo TCP / IP. 
El sistema DVB-H fue creado por un conjunto de empresas de telecomunicaciones y se basa en la radiodifusión broadcast de la señal digital de televisión a través de la transmisión de datos con el protocolo IP (Internet Protocol) que queda identificado como IPDC (IP Datacast). Hay que decir también que DVB-H es totalmente compatible con el DVB-T. 
De momento hasta ahora en España sólo se podía ver la TV móvil en modo 3G mediante suscripción con operadoras de telefonía móvil que por un precio alrededor de los 10-15 € ofrecen servicio de TV de 15 canales en streaming de mala calidad, o bien una lista de reproducciones con una serie de vídeos cortos seleccionados por la cadena y con imposibilidad de acceder a los contenidos si hay un número elevado de usuarios concurrente. 
El estándar europeo DVB-H hace compatible la recepción de la señal de TV terrestre en dispositivos alimentados con baterías, al introducir el time-slicing, un mecanismo de silencio en la recepción de la señal para ahorrar energía. Según cálculos de la industria, con este sistema se puede ahorrar hasta un 90% de energía respecto a un sistema DVB-T. 
| Nombre del Protocolo | Descripción |
| -------------------- | --- |
| DVB-H                | Origen: Derivado de DVB-T (Europa) Modulación : OFDM Codificación : Código convolucinal con formato Reed-Solomon Decodificación : Viterbi                                                            |
| T-DMB                | Origen : Derivat de DAB (Digital Audio Broadcast) (Europa) i modificat per multimèdia (Corea) Modulación : OFDM Codificación : Código convolucinal con formato Reed-Solomon Decodificación : Viterbi |
| S-DMB                | Origen: Propietat de Toshiba (Japó) Modulación : CDM Codificación : Código convolucinal con formato Reed-Solomon Decodificación : Viterbi                                                            |
| ISDB-T               | Origen: DTV tecnología de paquets de dades (Japón) Modulación : OFDM Codificación : Código convolucinal con formato Reed-Solomon Decodificación: Viterbi                                             |
| MediaFLO             | Origen: Tecnología privada de Qualcomm Modulación : OFDM Codificación : Código convolucinal con formato Reed-Solomon Decodificación: Viterbi                                                         |

## Perspectivas de futuro
La alta penetración y versatilidad de la telefonía móvil y el desarrollo tecnológico de los terminales, que ofrecen cada vez más capacidad, memoria y resolución, han posicionado los móviles como multi-dispositivos más allá de la comunicación por voz. Esto se traduce en un incremento de la solicitud de contenidos audiovisuales y multimedia para los usuarios. 
El interés por la televisión móvil ha crecido como consecuencia de estas mejoras, reflejando de manera evidente a los estudios de mercado realizados por compañías de telefonía móvil, donde un alto porcentaje de usuarios (entre 60% y 80% de los encuestados ) considera que disponer de televisión en sus terminales móviles es una idea muy interesante. 
En el Estado español, de todos los terminales móviles, el 41% disponen de reproductor de video. De entre este, cerca del 50% incorporan tecnología 3G / UMTS para poder descargar video o contenido de TV en modo streaming y un 40% dispone de GPRS que permite descargarse contenidos audiovisuales cortos y visualizarlos posteriormente. 
En cuanto a las perspectivas de negocio, en cualquier escenario se contempla un incremento en el número de clientes y de oportunidades de consumo, con nuevos productos y tipos de programas a desarrollar y una orientación más personalizada en las acciones de marketing orientadas al mundo de la publicidad. 
Las principales barreras de la televisión móvil son, por parte de los usuarios, el desconocimiento de la nueva tecnología, el miedo a perder el control del gasto mensual y el rechazo a las actuales formas de tarificación de las compañías de telefonía móvil. Por otra parte, tecnológicamente se encuentran dificultades en la asignación de frecuencias y, según los analistas, hay una tendencia por parte de los operadores a dar preferencia a los servicios de vídeo 3G por delante de la emisión de programas de televisión. 